# Xã King's River, Quận Carroll, Arkansas
Xã King's River (tiếng Anh: King's River Township) là một xã thuộc quận Carroll, tiểu bang Arkansas, Hoa Kỳ. Năm 2010, dân số của xã này là 625 người.